# 恒丰县
恒丰县，中国唐朝古县名。
唐高祖武德二年（619年）置恒丰县，治所在今四川省达州市通川区江陵镇境。属万州。贞观元年（627年）废入永穆县。地入通州。